# Lijst van steden en dorpen in Utrecht
Lijst van Utrechtse steden, dorpen en buurtschappen met een verwijzing naar de gemeente waaronder ze vallen. Wat wel en wat niet in de lijst komt is bepaald door de index van de Topografische Atlas 1:25000 voor het laatst uitgegeven in 2004 door de ANWB. Eventuele wijzigingen betreffende gemeentelijke herindelingen zijn meegenomen tot en met 2020.

## A
- Aan de Zuwe (huizengroep in de gemeente De Ronde Venen)
- Abcoude (dorp in de gemeente De Ronde Venen)
- Achterberg (dorp in de gemeente Rhenen)
- Achterbos (woonplaats in de gemeente De Ronde Venen)
- Achterdijk (buurtschap in de gemeente Vijfheerenlanden)
- Achtersloot (buurtschap in de gemeente IJsselstein)
- Achterveld (dorp in de gemeente Leusden)
- Achterwetering (woonplaats in de gemeente De Bilt)
- Achthoven (buurtschap in de gemeente Vijfheerenlanden)
- Achthoven-Oost (buurtschap in de gemeente Montfoort)
- Achthoven-West (buurtschap in de gemeente Montfoort)
- Alendorp (buurtschap in de gemeente Utrecht)
- Ameide (stad in de gemeente Vijfheerenlanden)
- Amerongen (dorp in de gemeente Utrechtse Heuvelrug)
- Amersfoort
- Amstelhoek (dorp in de gemeente De Ronde Venen)
- Asschat (buurtschap in de gemeente Leusden)
- Austerlitz (dorp in de gemeente Zeist)

## B
- Baambrugge (dorp in de gemeente De Ronde Venen)
- Baambrugse Zuwe (woonplaats in de gemeente De Ronde Venen)
- Baarn
- Barwoutswaarder (voormalige woonplaats in de gemeente Woerden)
- Beerschoten (woonplaats in de gemeente Utrechtse Heuvelrug)
- Bekenes (woonplaats in de gemeente Woerden)
- Benschop (dorp in de gemeente Lopik)
- Bilthoven (dorp in de gemeente De Bilt)
- Blauwkapel (voormalig dorp in de gemeente Utrecht)
- Blokland (dorp in de gemeente Montfoort)
- Bosch en Duin (dorp in de gemeente Zeist)
- Boswijk (buurtschap in de gemeente  Utrechtse Heuvelrug)
- Breedeveen (woonplaats in de gemeente Utrechtse Heuvelrug)
- Breeveld (woonplaats in de gemeente Woerden)
- Breudijk (buurtschap in de gemeente Woerden)
- Breukelen (dorp in de gemeente Stichtse Vecht)
- Broek (buurtschap in de gemeente Vijfheerenlanden)
- Bunnik (woonplaats in de gemeente Bunnik)
- Bunschoten
- Buurtsdijk (buurtschap in de gemeente Amersfoort)

## C
- Cabauw (dorp in de gemeente Lopik)
- Cattenbroek (woonplaats in de gemeenten Montfoort en Woerden)
- Cothen (dorp in de gemeente Wijk bij Duurstede)

## D
- Darthuizen (buurtschap in de gemeente Utrechtse Heuvelrug)
- De Bilt (dorp in de gemeente De Bilt)
- De Birkt (buurtschap in de gemeente Soest)
- De Bree (buurtschap in de gemeente Woerden)
- De Groep (buurtschap in de gemeente Renswoude)
- De Heul (buurtschap in de gemeente Houten)
- De Hoef (woonplaats in de gemeente De Ronde Venen)
- De Krim (buurtschap in de gemeente Utrechtse Heuvelrug)
- De Meern (dorp in de gemeente Utrecht)
- De Meije (buurtschap in de gemeente Woerden)
- De Ruif (buurtschap in de gemeente Leusden)
- Demmerik (woonplaats in de gemeente De Ronde Venen)
- Den Dolder (dorp in de gemeente Zeist)
- Den Oord (buurtschap in de gemeente Wijk bij Duurstede)
- Den Treek (buurtschap en landhuis in de gemeente Leusden)
- Diefdijk (buurtschap in de gemeente Vijfheerenlanden)
- Diemerbroek (buurtschap in de gemeente Oudewater)
- Donkereind (woonplaats in de gemeente De Ronde Venen)
- Doorn (dorp in de gemeente Utrechtse Heuvelrug)
- Driebergen-Rijsenburg (dorp in de gemeente Utrechtse Heuvelrug)
- Dwarsdijk (huizengroep in de gemeente Wijk bij Duurstede)

## E
- Eembrugge (woonplaats in de gemeente Baarn)
- Eemdijk (woonplaats in de gemeente Bunschoten)
- Eemnes (stad in de gemeente Eemnes)
- Elst (dorp in de gemeente Rhenen)
- Emminkhuizen (buurtschap in de gemeente Renswoude)
- Everdingen (dorp in de gemeente Vijfheerenlanden)

## G
- Geer (buurtschap in de gemeente De Ronde Venen)
- Geer (buurtschap in de gemeente Vijfheerenlanden)
- Geestdorp (huizengroep in de gemeente Woerden)
- Gemaal (buurtschap in de gemeente De Ronde Venen)
- Gerverscop (woonplaats in de gemeente Woerden)
- Gieltjesdorp (buurtschap in de gemeente Stichtse Vecht)
- 't Goy (dorp in de gemeente Houten)
- Graaf (woonplaats in de gemeente Lopik)
- Groenekan (dorp in de gemeente De Bilt)
- Groenlandsekade (woonplaats in de gemeente De Ronde Venen)

## H
- Haagje (huizengroep in de gemeente Utrechtse Heuvelrug)
- Haarzuilens (dorp in de gemeente Utrecht)
- Hagestein (dorp in de gemeente Vijfheerenlanden)
- Harmelen (dorp in de gemeente Woerden)
- Harmelerwaard (buurtschap in de gemeente Woerden)
- Haspel (buurtschap in de gemeente Utrechtse Heuvelrug)
- Heemstede (woonplaats in de gemeentes Houten en Nieuwegein)
- Hees (buurtschap in de gemeente Soest)
- Heeswijk (woonplaats in de gemeente Montfoort)
- Hei- en Boeicop (dorp in de gemeente Vijfheerenlanden)
- Hekendorp (dorp in de gemeente Oudewater)
- Helsdingen (huizengroep in de gemeente Vijfheerenlanden)
- Hoef en Haag (Dorp in de gemeente Vijfheerenlanden)
- Hoenkoop (buurtschap in de gemeente Oudewater)
- Hollandsche Rading (dorp in de gemeente De Bilt)
- Honswijk (buurtschap in de gemeente Houten)
- Hooge Vuursche (buurtschap in de gemeente Baarn)
- Hoogeind (buurtschap in de gemeente Vijfheerenlanden)
- Hoogewaard (buurtschap in de gemeente Vijfheerenlanden)
- Hoogland (dorp in de gemeente Amersfoort)
- Hooglanderveen (dorp in de gemeente Amersfoort)
- Houtdijken (buurtschap in de gemeente Woerden)
- Houten
- Huis ter Heide (dorp in de gemeente Zeist)

## I-J
- IJsselstein
- Jaarsveld (woonplaats in de gemeente Lopik)
- Jannendorp (buurtschap in de gemeente Leusden)

## K
- Kamerik (dorp in de gemeente Woerden)
- Kanis (dorp in de gemeente Woerden)
- Kedichem (dorp in de gemeente Vijfheerenlanden)
- Kerklaan (buurtschap in de gemeente Stichtse Vecht)
- Klaphek (buurtschap in de gemeente IJsselstein)
- Knollemanshoek (buurtschap in de gemeenten IJsselstein en Montfoort)
- Kockengen (dorp in de gemeente Stichtse Vecht)
- Kortenhoeven (buurtschap in de gemeente Vijfheerenlanden)
- Kortgerecht (buurtschap in de gemeente Vijfheerenlanden)
- Kortrijk (woonplaats in de gemeente Stichtse Vecht)
- Kromme Mijdrecht (buurtschap in de gemeente De Ronde Venen)
- Kromwijk (huizengroep in de gemeente Woerden)

## L
- Laag-Nieuwkoop (buurtschap in de gemeente Stichtse Vecht)
- Laareind (buurtschap in de gemeente Rhenen)
- Lage Vuursche (dorp in de gemeente Baarn)
- Lagebroek (buurtschap in de gemeente Woerden)
- Lakerveld (buurtschap in de gemeente Vijfheerenlanden)
- Langbroek (dorp in de gemeente Wijk bij Duurstede)
- Lange Linschoten (buurtschap in de gemeente Oudewater)
- Leebrug (buurtschap in de gemeente Houten)
- Leerbroek (dorp in de gemeente Vijfheerenlanden)
- Leerdam (stad in gemeente Vijfheerenlanden)
- Leersum (dorp in de gemeente Utrechtse Heuvelrug)
- Leusden
- Leusden-Zuid (dorp in de gemeente Leusden)
- Lexmond (dorp in de gemeente Vijfheerenlanden)
- Linschoten (dorp in de gemeente Montfoort)
- Loenen aan de Vecht (dorp in de gemeente Stichtse Vecht)
- Loenersloot (dorp in de gemeente Stichtse Vecht)
- Loosdorp (buurtschap in de gemeente Vijfheerenlanden)
- Lopik
- Lopikerkapel (woonplaats in de gemeente Lopik)

## M
- Maarn (dorp in de gemeente Utrechtse Heuvelrug)
- Maarsbergen (dorp in de gemeente Utrechtse Heuvelrug)
- Maarssen (dorp in de gemeente Stichtse Vecht)
- Maarsseveen (buurtschap in de gemeente Stichtse Vecht)
- Maartensdijk (dorp in de gemeente De Bilt)
- Mastwijk (buurtschap in de gemeente Montfoort)
- Meerkerk (dorp in de gemeente Vijfheerenlanden)
- Mennonietenbuurt (buurtschap in de gemeente De Ronde Venen)
- Middelkoop (buurtschap in de gemeente Vijfheerenlanden)
- Mijdrecht (dorp in de gemeente De Ronde Venen)
- Mijnden (buurtschap in de gemeente Stichtse Vecht)
- Mijzijde (buurtschap in de gemeente Woerden)
- Molenbuurt (buurtschap in de gemeente Houten)
- Molenpolder (buurtschap in de gemeente Stichtse Vecht)
- Montfoort
- Musschendorp (buurtschap in de gemeente Leusden)

## N
- Nessersluis (buurtschap in de gemeente De Ronde Venen)
- Nieuwe-Wetering (buurtschap in de gemeente De Bilt)
- Nieuwegein
- Nieuwer Ter Aa (dorp in de gemeente Stichtse Vecht)
- Nieuwerhoek (buurtschap in de gemeente Stichtse Vecht)
- Nieuwersluis (dorp in de gemeente Stichtse Vecht)
- Nieuwland (dorp in de gemeente Vijfheerenlanden)
- Nigtevecht (dorp in de gemeente Stichtse Vecht)
- Noordeinde (buurtschap in de gemeente Stichtse Vecht)

## O
- Ockhuizen (buurtschap in de gemeente Utrecht)
- Odijk (dorp in de gemeente Bunnik)
- Ossenwaard (buurtschap in de gemeente Vijfheerenlanden)
- Oosterwijk (woonplaats in de gemeente Vijfheerenlanden)
- Oud-Aa (woonplaats in de gemeente Stichtse Vecht)
- Oud-Kamerik (buurtschap in de gemeente Woerden)
- Oud-Leusden (buurtschap in de gemeente Leusden)
- Oud-Maarsseveen (buurtschap in de gemeente Stichtse Vecht)
- Oud-Wulven (buurtschap in de gemeente Houten)
- Oud-Zuilen (dorp in de gemeente Stichtse Vecht)
- Oudenrijn (voormalig dorp en buurtschap in gemeente Utrecht)
- Oudewater
- Oukoop (buurtschap in de gemeente Stichtse Vecht)
- Overberg (dorp in de gemeente Utrechtse Heuvelrug)
- Overboeicop (buurtschap in de gemeente Vijfheerenlanden)
- Overheicop (buurtschap in de gemeente Vijfheerenlanden)
- Overlangbroek (buurtschap in de gemeente Wijk bij Duurstede)

## P-Q
- Palmstad (buurtschap in de gemeente Utrechtse Heuvelrug)
- Papekop (dorp in de gemeente Oudewater)
- Polsbroek (dorp in de gemeente Lopik)
- Polsbroekerdam (dorp in de gemeente Lopik)
- Portengen (buurtschap in de gemeente Stichtse Vecht)
- Portengense Brug (buurtschap in de gemeente Stichtse Vecht)

## R
- Remmerden (buurtschap in de gemeente Rhenen)
- Renswoude
- Reijerscop (buurtschap in de gemeente Woerden)
- Rhenen
- Rietveld (buurtschap in de gemeente Woerden)
- Ruigeweide (buurtschap in de gemeente Oudewater)

## S
- Schalkwijk (dorp in de gemeente Houten)
- Scheendijk (buurtschap in de gemeente Stichtse Vecht)
- Schoonrewoerd (dorp in de gemeente Vijfheerenlanden)
- Sluis (buurtschap in de gemeente Vijfheerenlanden)
- Snelrewaard (woonplaats in de gemeente Oudewater)
- Snorrenhoef (huizengroep in de gemeente Leusden)
- Soest
- Soestdijk (dorp in de gemeente Soest)
- Soestduinen (buurtschap in de gemeente Soest)
- Soesterberg (dorp in de gemeente Soest)
- Spakenburg (dorp in de gemeente Bunschoten)
- Spengen (woonplaats in de gemeente Stichtse Vecht)
- Stadsdam (buurtschap in de gemeente Utrecht)
- Sterkenburg (buurtschap in de gemeente Utrechtse Heuvelrug)
- Sterrenberg (buurtschap in de gemeente Zeist)
- Stokkelaarsbrug (woonplaats in de gemeente De Ronde Venen)
- Stoutenburg (dorp in de gemeente Leusden)
- Stoutenburg Noord (buurtschap in de gemeente Amersfoort)

## T
- Tappersheul (woonplaats in de gemeente Oudewater)
- Teckop (buurtschap in de gemeente Woerden)
- Themaat (buurtschap in de gemeente Utrecht)
- Tienhoven (dorp in de gemeente Stichtse Vecht)
- Tienhoven (buurtschap in de gemeente Vijfheerenlanden)
- Tienhoven aan de Lek (dorp in de gemeente Vijfheerenlanden)
- Tull en 't Waal (dorp in de gemeente Houten)

## U
- Uitweg (dorp in de gemeente Lopik)
- Utrecht

## V
- Vechten (woonplaats in de gemeente Bunnik)
- Veenendaal (stad in de gemeente Veenendaal)
- Veldhuizen (buurtschap in de gemeente Utrecht)
- Vianen (stad in de gemeente Vijfheerenlanden)
- Vinkenkade (buurtschap in de gemeente De Ronde Venen)
- Vinkeveen (dorp in de gemeente De Ronde Venen)
- Vleuten (dorp in de gemeente Utrecht)
- Vliet (buurtschap in de gemeente Oudewater)
- Voskuilen (buurtschap in de gemeente Woudenberg)
- Vreeland (dorp in de gemeente Stichtse Vecht)

## W
- Waverveen (dorp in de gemeente De Ronde Venen)
- Wayen (buurtschap in de gemeente Houten)
- Werkhoven (dorp in de gemeente Bunnik)
- Westbroek (dorp in de gemeente De Bilt)
- Weverwijk (buurtschap in de gemeente Vijfheerenlanden)
- Wieksloot (buurtschap in de gemeente Soest)
- Wijk bij Duurstede
- Willeskop (dorp in de gemeente Montfoort)
- Willige Langerak (dorp in de gemeente Lopik)
- Wilnis (dorp in de gemeente De Ronde Venen)
- Woerden
- Woudenberg

## Z
- Zegveld (dorp in de gemeente Woerden)
- Zeist
- Zeldert (buurtschap in de gemeente Amersfoort)
- Zevender (buurtschap in de gemeente Lopik)
- Zevenhuizen (buurtschap in de gemeente Bunschoten)
- Zijderveld (dorp in de gemeente Vijfheerenlanden)
- Zuideinde (buurtschap in de gemeente Stichtse Vecht)

Drenthe ·
Flevoland ·
Friesland ·
Gelderland ·
Groningen ·
Limburg ·
Noord-Brabant ·
Noord-Holland ·
Overijssel ·
Utrecht ·
Zeeland ·
Zuid-Holland